# Кордильєра-Реаль (Еквадор)
2°30′ пд. ш. 78°30′ зх. д. / 2.5° пд. ш. 78.5° зх. д.
Кордильє́ра-Реа́ль (ісп. Cordillera Real), Кордильєра-де-Кіто (Cordillera of Quito) або Кордильєра-Сентраль (Cordillera Central) — гірський хребет Анд в Еквадорських Андах (в Еквадорі), переважно вулканічного походження. Хребет становить частину Кордильєри-Орієнталь та є продовженням перуанського хребта Кордильєра-Сентраль та колумбійського хребта Кордильєра-Сентраль. Хребет містить такі вершини як Антісана, Котопахі і Каямбе, тоді як найвища гора Еквадору, Чимборасо, розташована в хребті Кордильєра-Оксиденталь.